# 大庄 (南投縣)
大庄，是臺灣南投縣名間鄉的一個傳統地域名稱，位於該鄉北部偏西。相較於今日行政區，其範圍大致與大庄村相近。

## 歷史
台灣清治末期至日治初期，大庄地區為一街庄，稱為「大庄」，隸屬於南投堡。該庄北與茄苳腳庄為鄰，東邊北段與新街為鄰，東邊中南段及南邊為田仔庄，西邊為皮仔藔庄、廍下庄、施厝坪庄。
1901年（日治明治三十四年）11月，全台廢縣廳改設二十廳，該庄隸屬於南投廳。1903年（明治三十六年）6月，該庄編入「皮仔寮區」，隸屬於南投廳。1909年（明治四十二年）10月，合併二十廳為十二廳，皮仔寮區仍隸屬於南投廳。1920年（大正九年），全台地方制度大改正，廢十二廳改設五州二廳，該庄改制為「大庄」大字，隸屬於臺中州南投郡名間庄。
戰後名間庄改制為名間鄉，隸屬於臺中縣，大字亦改制為村。1950年10月，中、彰、投分治，名間鄉改隸屬南投縣。

## 聚落
本地區發展較早的聚落為大庄、太高藔，在日治期初期的官方地圖上已有記載。

## 交通
國道3號又稱「福爾摩沙高速公路」，是貫穿台灣西部的兩條縱向高速公路之一，大致以北北東—南南西走向經過大庄地區東部邊界外不遠處，並於本地區東南側設有名間交流道，可連接省道台3線。由此可快速前往台灣南北各地，或於北側的中興系統交流道轉省道台76線以前往彰化平原。
省道台3線（彰南路）俗稱「內山公路」，是臺北至屏東的平面幹道，大致以北北西—南南東走向轉縱向再轉北北東—南南西走向再轉北微西—南微東走經過由本地區東部邊界外不遠處，且比國道3號距離更近。由該道路向北北西可前往南投、草屯、霧峰、大里等地；向南微東可前往名間市區、竹山、林內、斗六等地。
縣道150號（南田路、大庄路）是芳苑至南投的道路，大致以西南—東北走向轉西向東再轉南南西—北北東走向經過本地區西北部及北部邊界中、東段。由該道路向西南可前往田中、北斗、埤頭、二林、芳苑等地；向北北東可前往茄苳腳北部偏東並止於省道台3線路口，也是省道台14乙線終點路口。
鄉道投24線（南田路、新大巷）是大庄至新街的道路，其西側端點位於大庄西部邊界外不遠處的縣道150號路口。由此向東北東進入大庄聚落蜿蜒而行，於聚落內經鄉道投30線路口、投28線起點路口後出聚落，其後轉東至本地區南部邊界東側後，順邊界轉東北東至出境後，經鄉道投29線路口可前往新街北部並止於省道台3線路口。
鄉道投28線（新大巷、田仔巷）是大庄至田豐橋的道路，其西北側端點位於大庄聚落東部的鄉道投24線路口。由此向南轉東微南再轉東南東，經一段本地區東南部邊界線後出境，可前往田子並止於其東南部的鄉道投31線路口。
鄉道投29線（蓮蕉巷、仁和巷、大坑墘巷）是茄苳腳至赤水的道路，其東北側端點位於本地區東北角外緣的縣道150號路口。由此向南繞彎道轉西南西再順路轉南經過本地區東北角後，沿本地區東部北側凸出部分的東部邊界外緣而行，經鄉道投24線路口後因本地區邊界線轉向西而遠離本地區；其後再以東北東—西南西走向到達本地區南部西側凸出部分的東南端邊界並與鄉道投30線相會後，轉南南東與其共線一小段後，至大坑墘巷路口轉西南沿邊界線獨行，其後順邊界線轉西北西，再轉南南西出境後，可前往田子西南部、皮子寮東南端、赤水並止於鄉道投36線路口。
鄉道投30線是橫山至虎山坑的道路，大致以北北東—南南西走向到達本地區北部邊界西側後，轉西北西沿邊界行一段路，至本地區西北角轉南南西沿本地區西部邊界而行，其後沿邊界線轉南微東再轉東南，經縣道150號路口後轉東南東入境並進入大庄聚落，經鄉道投24線路口後轉南南東再轉東南，出聚落後續蜿蜒而行，至本地區南部西側凸出部分的東側邊界後沿邊界而行，經鄉道投29線左側路口轉南南東，再經投29線右側路口後出境。由該道路向北北東轉西北西經茄苳腳西南端後可前往茄苳腳與西施厝坪交界地帶、西施厝坪與東施厝坪交界地帶並止於縣道139乙線路口；向南南東轉東南可前往田子西南部、下新厝並止於省道台3線路口。